# Wielki podryw (film 2001)
Wielki podryw – to amerykański film fabularny, komedia sensacyjna w reżyserii Davida Mirkina, wyprodukowany w 2001 roku.

## Opis fabuły
Max to kobieta, która rozkochuje w sobie mężczyzn, późnej poślubia i rozwodzi, żądając wysokiego finansowego zadośćuczynienia. Powodem do rozwodu jest romans męża z Page, córką Max, która uwodzi świeżo poślubionych mężów matki. Jedną z ich ofiar staje się William Tensy. W czasie "pracy" nad milionerem Page zupełnie zakochuje się we właścicielu baru, zaś bogacz niespodziewanie umiera. Na domiar złego, ich tropem podąża rozczarowany były mąż Max – Dean Cumanno.

## Obsada
- Jennifer Love Hewitt – Page Conners/Wendy/Jane Helstrom
- Sigourney Weaver – Maxine Conners/Angela Nardino/Ulga Yevanova
- Ray Liotta – Dean Cumanno/Vinnie Staggliano
- Gene Hackman – William Tensy
- Jason Lee – Jack Withrowe

## Nagrody i nominacje
Nagroda Satelita 2001
- Najlepsza aktorka w komedii/musicalu - Sigourney Weaver (nominacja)